# Gregarinidra spinuligera
Gregarinidra spinuligera is een mosdiertjessoort uit de familie van de Flustridae. De wetenschappelijke naam van de soort is voor het eerst geldig gepubliceerd in 1891 door Hincks.